# Kansasprofeterna
Kansasprofeterna (engelska: Kansas City Prophets) är ett samlande namn för en grupp predikanter som verkade i Metro Christian Fellowship (MCF) i Kansas City, Kansas under åren omkring 1990, och fick påverkan på den karismatiska kristenheten internationellt.

## Deltagare
Pastorn för församlingen, Mike Bickle, har hävdat att det inte fanns någon grupp som officiellt kallades för Kansasprofeterna. Begreppet var ändå allmänt vedertaget bland predikanter och åhörare.
Till gruppen räknas bland annat: Paul Cain, Rick Joyner, Bill Hamon, James Goll, Mike Bickle, John Paul Jackson, Bob Jones och Lou Engle.
Församlingen i Kansas City sökte kontakt med Vineyard, dels för att Bickle med flera ville underordna sig John Wimbers ledarskap och av Vineyard lära sig mer om tillbedjan och barmhärtighetstjänst, som ansågs vara svaga punkter i MCF, dels för att man ansåg att Vineyard behövde MCF:s betoning på förbön, profetia och att leva ett heligt liv. Detta utbyte av betoningar och erfarenhet kallades för korsbefruktning. Under en period från 1989-1991 hade KCF ett relativt stort inflytande på agendan inom Vineyard, och den fasen kallas ofta för "profetåren" inom Vineyards egna historieskrivning.

## Innehåll
Förkunnelsen var neopentekostal av "tredje vågen" och betonade bland annat de femfaldiga tjänsterna i församlingen, och ofta med inslag av under och tecken, och såg sig vara i ett viktigt eskatologiskt skeende, där profetior om en nära förestående gigantisk världsvid väckelse skulle komma. I den väckelsen skulle inte enskilda kristna personer stå i centrum, utan den skulle vara "ansiktslös".
Utöver denna väckelsevision, så förekom det undervisning om:
- Den profetiska tjänsten som sågs som central för ett fungerande församlingsliv.
- Den personliga helgelsen som sågs som viktig och en nyckel till väckelsen.
- Förbön.

## Kritik och respons
Kritiker som engelsmannen Clifford Hill och pastorn i en annan församling i Kansas City, Ernie Gruen, menade att rörelsen var påverkad av den ifrågasatta Latter Rain-rörelsen(en) och speciellt av onenesspredikanten William M Branham (även om kritikerna aldrig menade att Kansas City profeterna förkunnade något annat än klassisk treenighetslära). Kritiker har påstått att man införde nya läror efter "uppenbarelse" och försökte ta kontroll över kyrkor och styra människors liv med profetior. Speciellt Bob Jones blev känd för sina bisarra och fantasifulla profetior, och blev förbjuden att tala offentligt 1990. Kritikerna menade också att Kansas City profeterna hade en elitistisk attityd till andra kristna.
Vineyardrörelsen utredde alla Ernie Gruens anklagelser och gav en detaljerad respons i ett s.k. "position paper". I detta sägs att somlig kritik var befogad och åtgärder vidtogs för att komma till rätta med den, men att mycket kritik också byggde på missuppfattningar, lösa rykten och guilt by association. Gruen och Bickle möttes 1993 och försonades. Bickle erkände att misstag hade begåtts och att det berodde på bristande pastoral kontroll av profetismen.
När Wimber bedömde att profetrörelsen resulterade i minskad evangelisationsiver, till förmån för väntan på en framtida kommande väckelse, i överdrifter och tappat fokus, så togs ett beslut våren 1991 om att ta ett steg bort från profetrörelsens agenda. Församlingen i Kansas City förblev en Vineyardförsamling till 1996, då den tog beslut om att lämna Vineyard eftersom dess ledarskap ansåg att den ursprungliga tanken på korsbefruktning inte längre fick gehör.